# Le Flux et le Reflux
Pour les articles homonymes, voir Le Flux et le Reflux (homonymie).
Le Flux et le Reflux (titre original : Taken at the Flood) est un roman policier d'Agatha Christie publié en mars 1948 aux États-Unis sous le titre There is a Tide, et mettant en scène le détective belge Hercule Poirot. Il est publié la même année au Royaume-Uni sous le titre original, et trois ans plus tard, en 1951, en France.

## Résumé
Un soir d'automne 1944, au club londonien La Coronation, le détective belge Hercule Poirot, un habitué des lieux, est l'un des rares auditeurs présents à écouter le récit du major Porter.
Celui-ci raconte l’histoire d’une femme, autrefois mariée à un certain Underhay, qui avait péri au Nigeria. La veuve en question s'est alors remariée avec Gordon Cloade, un Anglais extrêmement riche. Mais la guerre a voulu qu'à son tour, ce second mari périsse dans un bombardement, peu de temps après son mariage avec la jeune femme. 
Il en résulte donc une situation assez ambiguë, car la famille Cloade avait toujours compté sur la fortune de Gordon pour vivre. En effet, le défunt subvenait aux besoins de ses deux frères et de sa sœur, ainsi que de leurs familles respectives, leur assurant qu’ils n’avaient à s’inquiéter de rien. Mais à la suite de ces événements tragiques, la fortune est revenue à son épouse — car Gordon n'avait pas fait de testament. 
Or la jeune veuve n'est pas appréciée, d’autant plus qu’elle vit sous la coupe d’un frère peu désireux de voir cet héritage lui glisser entre les doigts.
Et bien vite, les pires rumeurs circulent sur le compte de la jeune femme : son frère ne serait pas son frère, mais son amant ; son premier mari ne serait pas mort, ce qui rendrait son deuxième mariage caduc… Aussi, quand un étranger surgit et s’installe à l’auberge du village, les mauvaises langues se déchaînent-elles. Mais celui-ci sera retrouvé mort...

## Personnages
- Hercule Poirot : détective belge qui vit à Londres.
- Superintendant Spence : enquêteur.
- Le sergent Graves : assistant de Spence.
- Rosaleen Cloade : deux fois veuve alors qu'elle n'avait qu'une vingtaine d'années ; anciennement Mme Robert Underhay.
- David Hunter : frère de Rosaleen.
- Gordon Cloade : riche patriarche de la famille Cloade. Longtemps veuf et sans enfant, il partage sa fortune avec sa sœur et ses frères. Il se remarie brusquement en 1944, mais meurt peu après dans un bombardement à Londres.
- Jeremy Cloade : associé principal d'un cabinet d'avocats et frère aîné de Gordon.
- Frances Cloade : épouse de Jeremy.
- Lionel Cloade : médecin et chercheur en médecine. Frère cadet de Gordon. Depuis la mort de son frère, il est devenu morphinomane.
- Katherine Cloade : épouse de Lionel, appelée tante Kathie. Tante Kathie croit au monde des esprits et est la première à rendre visite à Poirot concernant Underhay.
- Rowley Cloade : un fermier qui a perdu son partenaire agricole pendant la guerre. Neveu de Gordon, fils du défunt frère de Gordon, Maurice. Fiancé à sa cousine Lynn Marchmont.
- Johnnie Vavasour : partenaire agricole de Rowley. Tué pendant la guerre.
- Lynn Marchmont : une WREN démobilisée, fiancée de Rowley, âgée d'une vingtaine d'années.
- Adela Marchmont : mère veuve de Lynn et la jeune sœur de Gordon.
- Beatrice Lippincott : propriétaire du pub et de l'auberge The Stag.
- Gladys : femme de chambre de l'auberge The Stag.
- Major Porter : soldat à la retraite qui est membre du même club londonien que Jeremy Cloade ; on l'appelle le "club bore" pour les longues histoires qu'il raconte.
- Mme Leadbetter : veuve et invitée au Stag, elle y reste un mois chaque année.
- Eileen Corrigan : femme de chambre qui a survécu au bombardement de la maison de Gordon Cloade à Londres en 1944.

## Élaboration du roman

### Titre
Les titres britannique et américain du roman, respectivement Taken at the Flood et There Is a Tide, sont tirés d'une réplique de Brutus dans la tragédie Jules César de William Shakespeare. La citation est imprimée en épigraphe du roman.
« There is a tide in the affairs of men.
Which, taken at the flood, leads on to fortune;
Omitted, all the voyage of their life
Is bound in shallows and in miseries.
On such a full sea are we now afloat,
And we must take the current when it serves,
Or lose our ventures. »
— William Shakespeare, Jules César (Acte IV, Scène 3)

« Il est dans les affaires de ce monde, un flux
Qui, pris à l’instant propice, nous conduit à la fortune.
Si on le laisse échapper, tout le voyage de la vie
Ne saurait être que vanités et misères.
Nous voguons à présent sur une mer semblable :
Il nous faut saisir le flot quand il nous est favorable
Ou perdre notre vaisseau... »
— Jules César (Acte IV, Scène 3)

## Éditions
- (en) There Is a Tide, New York, Dodd, Mead and Company, mars 1948, 242 p.
- (en) Taken at the Flood, Londres, Collins Crime Club, 12 novembre 1948, 192 p.
- Le Flux et le Reflux  (trad. Michel Le Houbie), Paris, Librairie des Champs-Élysées, coll. « Le Masque » (no 385), 1951, 255 p. (BNF 31945520)
  - Librairie des Champs-Élysées, coll. « Club des Masques » (no 235), 1975, pp. 249  (ISBN 2-7024-0125-2) (BNF 34566926)
- Le Flux et le Reflux (trad. Élise Champon), dans : L'Intégrale : Agatha Christie  (trad. de l'anglais, préf. Jacques Baudou), t. 8 : Les années 1945-1949, Paris, Librairie des Champs-Élysées, coll. « Les Intégrales du Masque », 1995, 1342 p. (ISBN 2-7024-2241-1, BNF 35748001)

## Adaptations
- 2004 : Taken at the Flood, feuilleton radiophonique de BBC Radio 4, avec John Moffatt donnant sa voix à Hercule Poirot ;
- 2006 : Le Flux et le Reflux (Taken at the Flood), téléfilm de la série britannique Hercule Poirot d'ITV (épisode 10.04), avec David Suchet dans le rôle du détective belge ;
- 2011 : Le Flux et le Reflux, téléfilm de la série française Les Petits Meurtres d'Agatha Christie de France 2 (épisode 1.08). Le personnage de Poirot y est absent, remplacé par le duo d'enquêteurs Larosière-Lampion joués par Antoine Duléry et Marius Colucci.